# Tim White-Sobieski
Tim White-Sobieski (* 1961 in Warschau) ist ein polnischer Video- und Installationskünstler, der in New York City und Berlin tätig ist.

## Leben und Werk
Tim White-Sobieski wurde 1961 in Warschau geboren und emigrierte in den frühen 1990er-Jahren in die Vereinigten Staaten. Er besuchte die New York University und Parsons The New School for Design, bevor er sich entschied, eine Kunst-Karriere zu starten.
Weiterhin ist er ein ausgebildeter Architekt, widmete sich jedoch der bildenden Kunst und dem Filmemachen; im Laufe seiner Karriere entdeckte er die Malerei, Bildwerk, Fotografie, Video- und Lichtinstallation für sich. In den frühen 1990er-Jahren begann er mit Ausstellungen in New York und zeigte die Blue Paintings, die das ästhetische Fundament für seine zukünftigen Œuvres bilden und die in Foto- und Videowerken wie Presence, Runner und Queen Mary wiedergefunden werden können. Die Rolle des Unbewussten als Schwerpunkt seiner Malereien hatte Ähnlichkeiten mit dem visuellen Abstraktionismus und dem literarischen Existenzialismus. Viele seiner Werke beschäftigen sich mit menschlichen Erfahrungen und der Beziehung zu sich selbst und dem Universum, im Detail wird der energetische Zusammenhang zwischen Licht, Geist und dem Selbst analysiert. Ein Großteil der Werke bezieht sich auch auf die literarischen Werke, die den Künstler inspiriert haben; in seinen Installationen wurden oft Ikonen der amerikanischen Literatur dargestellt. Schriftsteller wie Walt Whitman, John Steinbeck, John Updike, Kurt Vonnegut, J.D. Salinger, William Faulkner und Robert Penn Warren werden in Tim White-Sobieskis Werken sichtbar, da sie einige der innersten Mysterien der menschlichen Natur verdeutlichen und die Schönheit sowie Komplexität des Geistes aufzeigen. White-Sobieski komponiert die meisten seiner Filme und Video-Soundtracks selbst, er nimmt in seinen Werken aber auch Zeitgenossen wie Brian Eno, David Byrne, Robert Fripp, Pierre Schaeffer, Pierre Boulez, und Steve Reich sowie klassische Meister wie Henry Purcell, Giovanni Battista Pergolesi und Johann Sebastian Bach auf.
Tim White-Sobieski wurde 2005 eingeladen (zusammen mit Künstlern wie James Turrell und Olafur Eliasson), ein Kunstwerk für das neue Louis Vuitton Flagship-Store an den Champs-Élysées in Paris zu gestalten. Das Projekt bestand aus einer 24 Meter langen, programmierten Faseroptik-Videowand, die zurzeit einmalig auf der Welt ist – nicht nur in Bezug auf die Größe. Eine weitere großformatige Videowand wurde am Petit Palais montiert, um die Inbetriebnahme zu feiern. Dies war eine einmalige Zusammenarbeit dreier Künstler und Architekten (Peter Marino, Architekt aus New York und Eric Carlson/Carbondale, Architekten aus Paris). 2006 lud das Unternehmen Louis Vuitton Tim White-Sobieski wiederholt ein, bei einer Ausstellung mit dem Titel Icons (Icones) teilzunehmen, einer Interpretation der ikonischen Logo-Taschen. Weitere Künstler waren Marc Jacobs, Zaha Hadid, Ugo Rondinone, Sylvie Fleury, Shigeru Ban, Robert Wilson und Andrée Putman.
2008 erstellte und konstruierte White-Sobieski eine Videoinstallation für eine Videowand mit 144 synchronisierten vertikalen LCD-Monitoren für den Flughafen Gimpo in Korea, die zurzeit die größte Videowand der Welt ist. Das Projekt wurde Water and Earth (Wasser und Erde) genannt, um die universellen Themen der Elemente zu vermitteln, die das Gefühl des Fliegens enträtseln. Der Künstler fuhr damit fort, neue Methoden des Kontrollierens und Abbildens von Videos zu entwickeln, mit dem Zweck, ein bewegtes Bild innerhalb des architektonischen Innenraums und jeglicher Konturen, Formen und Materialien zu integrieren. Das Video-Inventar des Künstlers besteht zurzeit aus mehr als 60 Titeln, mit Multikanal synchronisierten Videoinstallationen und eigenständigen Single-Theater-Präsentationen. Seine Videos, Fotografien, Malereien, Skulpturen und Installationswerke gehören folgenden Kollektionen an: CGAC Santiago de Compostela, Denver Art Museum, Domus Artium 2002 (Salamanca), Elgiz Museum of Contemporary Art (Istanbul), Museo de Bellas Artes de Bilbao (Santander), Museo Reina Sofía (Madrid), Stiftung kunst:raum Sylt Quelle (Sylt), Nomas Foundation (Rom), Kunstverein Wiesbaden (Wiesbaden).

## Arbeiten

### Videoinstallationen

#### Bewegliche Malereien/Bewegliche Zeichnungen (1993 – heute)
1993 begann White-Sobieski mit der Arbeit an Projekten mit den Namen Moving Paintings und Moving Drawings als eine Reihe von Experimenten von Bildanimationen, die teilweise auf der Lingo-Skriptsprache basierten, die in Macromedia-Applikationen verwendet werden. In diesem Zeitraum studierte der Künstler Filmmusik und interessierte sich speziell für musikalische Architektur der Stille von John Cage. Als Antwort auf das Ansinnen Cages, Klänge „durchzuhören“ und sie nicht bloß anzuhören, erstellte White-Sobieski seine unendlichen Animationen von Malereien und Zeichnungen als paralleles Leben eines Kunstwerkes, ein „Bild im Prozess“. White-Sobieski schrieb die Skripte, um unendliche Wege der Verhaltenskontrolle von Konturen, Farben und Bild-Parameter in einem Videobild (und in einem digitalen Bild, wenn nicht Video) zu programmieren; ein Großteil der Werke wurde in mehreren Veranstaltungsorten finalisiert und ausgestellt, viele von ihnen bestehen weiterhin. Zeitgenössische und experimentelle Musik hat weiterhin großen Einfluss auf die Werke White-Sobieskis und Komponisten wie Pierre Schaeffer, Pierre Boulez, Steve Reich, Brian Eno, David Byrne, und Robert Fripp kamen in seinen späteren Projekten vor. Eines der erfolgreichsten Experimente in der Verbindung von Moving Paintings-Animationsgrundsätzen mit Echtzeit-Videoeditierungs- und Renderingtechniken war das Projekt I Repeat Myself When Under Stress aus dem Jahr 1999, ausgestellt in New York, Chicago und Turin. Später wurde die gleiche Methode in von Hand gerenderten Filmen des Projekts Terminal entwickelt. Fast jedes Videobild der Reihe wurde handgezeichnet, und, wenn zusammengesetzt, wurden halbabstrakte bewegliche Kompositionen erstellt. Diese Projekte erhielten Kritikerlob bei der Prague Biennale (2003), Lyon Biennale (2003) und Bucharest Biennale (2004).

#### Time of Adolescence Series (1998–2006)
Die Thematik des genetischen Gedächtnisses und die des Kriegs wurden auch in Confession (2000–2002), Before They Were Beatles (2004) und Sweet Dreams (2002) erschlossen. Ab Confession startete er eine Reihe von Videos mit einer visuellen Gedächtnis-Meditation und der Forderung, dass das „Gedächtnis womöglich genetisch von Generation zu Generation transferiert wird“. Während Confession eine multikanale narrative Sequenz hatte und von einer Zwillingsnomaden-Figur (als gespaltene Persönlichkeit) handelte, prüfen die späteren Videos des Künstlers auch Migranten-Charaktere in Closer to Fall, Awakening, Route 17N und The Sound and the Fury. 2007 beendete Tim White-Sobieski eine Reihe von Großflächenfotografien und ein Video mit dem Titel Awakening, 2008 als eine Erweiterung zur gleichen Thematik Route 17 North. Der schiere Wiederholungsrhythmus der Reihe erzielt eine erzählende Logik, während der Künstler das Bild einer amerikanischen Jugend vom Anfang des 21. Jahrhunderts aufzeigt, in einer Welt der postmodernen Simulakren. Beide Video- und Fotografieserien – bildlicher Natur – demonstrieren den Einfluss der Literatur und erzählenden Filmemachens auf den Künstler. 2009 beendete White-Sobieski seinen kurzen (20 Minuten) Multikanal-Film The Sound and the Fury nach dem ersten Teil des Romans William Faulkners. Die erste Version des Films wurde in Barcelona als Seventh Heaven (basierend auf dem Untertitel des literarischen Werkes April Seventh von 1928) gezeigt. Ab Deconstructed Reality, wo Zeit nicht sequentiell, sondern simultan erscheint, kombiniert White-Sobieski in Seventh Heaven widersinnig Elemente; geometrische Abstraktion über semiabstrakte menschliche Gestalt gelegt. Das Werk des Künstlers hat einen Bezug zu der anfänglichen Vorstellung des Autors, Faulkner lieh seinen Titel von Macbeth: „Es ist eine von einem Idioten erzählte Geschichte voller Schall und Wut, etwas nicht zu Bedeutendes“. In seinen Werken präsentiert der Künstler eine Videoübersetzung der nichtlinearen, nicht-interpretatorischen Sichtweise des Hauptcharakters.

#### Terminals Cycle (2000–2005)
Terminals Cycle besteht aus einer Reihe von Videos: Terminal by Day (I), Terminal at Night (II), Terminal Dream (III), On the Wing (IV) und Terminal Heart (V). Terminal (I) entstand unmittelbar nach den Ereignissen des 11. Septembers in New York, wo sich der Künstler in unmittelbarer Nähe der Ereignisse befand und nur knapp der Katastrophe entkam. Das tragische Ereignis hatte einen wesentlichen Einfluss auf seine Kreativität und künstlerische Vision. Die darauffolgenden Jahre waren von den posttraumatischen Gefühl des Lebens in der Stadtmitte Manhattans beeinflusst. Gemeinsam mit den Farben Blau und Rot seiner pulsierenden Signatur, markierten diese Videos sein Engagement mit Ambiente-Musik diverser Komponisten wie Brian Eno, frippertronics von Robert Fripp und Experimente John Cages. Zwischen 2004 und 2006 erstellte Tim White-Sobieski mehrere abstrakt-figurative Videokompositionen: Unter ihnen waren Werke wie New York City Suite, Vertigo und Desire. Der Künstler arbeitete weiterhin im Bereich der musikvisuellen Synthese; neue Methoden und Algorithmen wurden entwickelt, um Farbe, Rhythmus und Animationen basierend auf Soundparametern zu generieren – weitere Entwicklungsideen, die im Moving Paintings-Projekt erforscht wurden.

#### Deconstructed Cities (2005–2014)

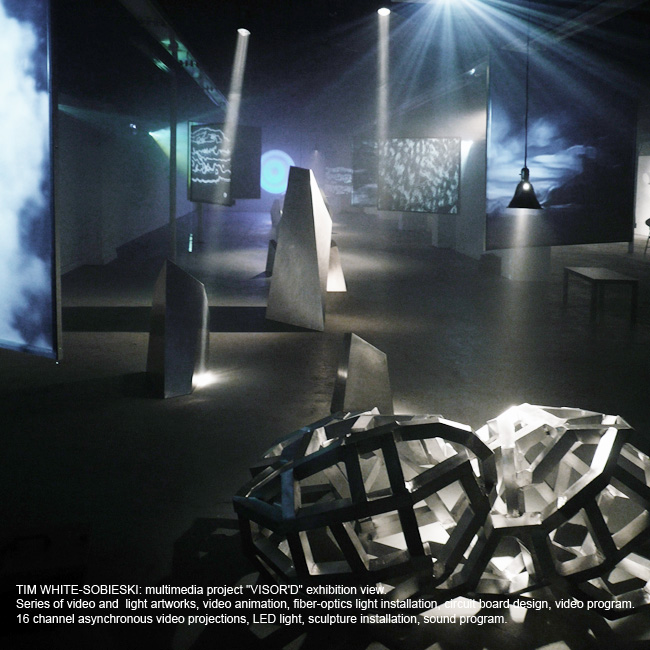
Tim White-Sobieski. Visor’d, 2008 (nach dem Roman von Walt Whitman). Reihe von Video-Leuchtkästen, Animationen in Faseroptik, Leiterplatten-Design, Multikanal-Videoprojektionen, LED, Skulpturinstallationen. Anfängliches Projekt mit 16-Kanal-asynchronem Video.

Zwischen 2005 und 2014 kreierte White-Sobieski eine Reihe von Filmen und Bildern von dekonstruierten Stadtbildern; Unterscheidungen zwischen Design, Malerei, Fotografie und Architektur (Deconstructed Reality, Deconstructed Cities, London (2007), Katrina (2008) und New York City Suite) wurden eliminiert. Das erste stadtbezogene Foto- und Videoprojekt New York City Suite wurde 2006 in Galerien und Museen gezeigt. Dort erforschte der Künstler nicht nur die Strukturen New Yorker Wahrzeichen, das Gesicht der Stadt in Beton, Stahl, Glas, sondern bot auch ein psychologisches Porträt von New York Citys Einwohnern, die er auf den Straßen traf (Freunde noch bekannte Personen). Basierend auf Bildern vieler Weltstädte folgte Deconstructed Reality. Annähernd existenziell, übermittelten die letzteren Fotografien ein Gefühl des Verlorenseins in der Realität, einer Welt voller logischer Widersprüche, in der das Leben in jeden Moment dekonstruiert und gemischt wird. Dieses Projekt besteht weiterhin, und letztlich ist geplant, Bilder von Paris, Madrid, Shanghai, Tokio und anderen globalen Metropolen zu integrieren. Fragmente der Realität, Rückblenden, Gedanken, Hoffnungen, Träume und nostalgische Thematik-Verwirklichung finden sich in Deconstructed Reality. Vertigo (2005) und New York City Suite wurden auf Basis ähnlicher Grundsätze konzipiert, wie in den vorherigen Bewegliche Zeichnungen-Projekten, wo die Videokomposition aus Hunderten Videoclips und Digitalbildern der Datenbank des Künstlers gesammelt und auf DVD veröffentlicht wurden. Die Projekte wurden anschließend im Contemporary Art Museum Málaga und ARTIUM Centro-Museo Vasco de Arte Contemporáneo präsentiert.

#### Nebulas And My Other Galaxies (2008–2011)
Nebulas And My Other Galaxies enthält Lighthouse, Cold Forest, Garden of Stones; Nebulae und Light Circles wurden in Deutschland, England und Skandinavien gezeigt. Diese Installationen bestehen aus LED-basierten, computerkodierten Unendlich-Licht-Animationen (infinite light animations). Die faseroptischen Lichtprojekte Lighthouse und Cold Forest nahmen zudem rostfreie Stahlkompositionen auf. Die Projekte Light Circles (2008) und Garden of Stones (2009) basierten auf der Seamless Multi-Channel HD Video-Technologie (© Tim White-Sobieski). Beide Installationen integrieren 16-Kanal-Video-Projektionen, hochauflösende synchronisierte Videoquellen, Aluminium und rostfreie Stahlskulpturen, LED-Faseroptik Lichtobjekte und Lichtprogramm synchronisiert mit Video. Eines der größten und technologisch fortgeschrittensten Projekte des Künstlers wurden von der LVMH/Louis Vuitton Unternehmensgruppe in Paris in Auftrag gegeben (für dessen Flagship-Gebäude an der Champs-Élysées in Paris, die im Oktober 2005 öffnete). Es ist das zurzeit größte nahtlos faseroptische Feld: Das Video wurde mit einer Auflösung wiedergegeben, die vier mal größer war als der Standard des „High-Definitions“. Die Künstler James Turrell und Olafur Eliasson nahmen ebenfalls an der großen Veranstaltung teil, indem sie eigene einzigartige Stücke bei der Eröffnung präsentierten.
Die meisten Werke White-Sobieskis, ob Fotografie, Video oder Bildwerk, werden von Kritikern als „malerisch“ bezeichnet. Die Videos Presence und Runner (beide 1998–1999) wurde aus dokumentarischem Bildmaterial über den Zweiten Weltkrieg bezogen. Indem er Filme in Videos und Videos in Fotografien transformierte, setzte White-Sobieski einen Prozess kultureller Abstraktion fort und bewies, dass der Prozess der Schlichtung möglicherweise unendlich sind. Je weiter er sich in historischer Zeit und historischem Raum bewegte, umso näher kam er der psychologischen „Wahrheit“ des Ereignisses. Tim White-Sobieskis Kompositionen biete eine Meditation zur Diskussion, die Jean Baudrillard („history survives its disappearance“) startete. Aktuell hat Tim White-Sobieski gerade die Produktion von Waiting For Godot – Waiting For God (2014) abgeschlossen, einem Langspielfilm und Fotografie-Projekt als Hommage an Samuel Beckett. Das Projekt wurde als 4-Kanal-synchronisierte Videoinstallation für eine Museumsausstellung mit dem Soundtrack des Künstlers und der Musik von Henry Purcell und Giovanni Battista Pergolesi wiedergegeben. One Hundred Years of Solitude (Cien años de Soledad), nach dem Roman von Gabriel García Márquez, ist zurzeit in Produktion und soll als eine Reihe von zwölf Kurzfilmen präsentiert werden. 2016 soll das Projekt in Theatern und Museen erscheinen.

#### Ausstellungen
Museumsausstellungen Tim White-Sobieski hatte große Soloshows im [Vejle Kunstmuseum], Vejle, (Dänemark), CAC Centro de Arte Contemporáneo de Málaga, (Spanien) und Museo Centro de Arte de Salamanca, Domus Artium (Spanien). Zusätzlich wird er in folgenden Orten ausgestellt: Akademie der Künste (Berlin) (Deutschland); Palais de Tokyo, Musée d’art moderne de la Ville de Paris, Paris (Frankreich); Haus der Kulturen der Welt, Berlin (Deutschland); Museo Nacional Centro de Arte Reina Sofía Madrid (Spanien); Stenersen-Museum Oslo (Norwegen), Nationalgalerie Prag, Prag (Tschechien); Nationalmuseum für Zeitgenössische Kunst (MNAC) Bukarest (Rumänien) und viele mehr. Kollektionen Tim White-Sobieski's Werke gehören zur Kollektion von Aena Foundation – FUNDACIÓN AENA, Madrid (Spanien), CITI Bank Collection New York, Collection of Akademie der Künste, Berlin (Deutschland), Collezione Foundation LA GAIA, Busca (Italien), Denver Museum of Contemporary Art, CO, Fundación Rac (Rosón Arte Contemporáneo) Pontevedra (Spanien), ING Art Collection (Brüssel-Amsterdam-London-New York), L’Oréal Collection Paris (Frankreich); Louis Vuitton Foundation Paris (Frankreich), Museo de Bellas Artes de Santander, Santander (Spanien), Museo Nacional Centro de Arte Reina Sofía (MNCARS) Madrid (Spanien), Museum of Contemporary Art CGAC, Santiago de Compostela (Spanien), Museum of Contemporary Art Elgiz Istanbul (Türkei), Museum of Contemporary Art GAM Turin (Italien); Museum of Contemporary Photography Chicago, IL, (USA), New York Public Library, Print Collection New York (USA), The Miriam and Ira D. Wallach Division of Art, Prints and Photographs New York, (USA), und der UBS-Kollektion im Museum of Contemporary Art Basel (Schweiz).

#### Ausgewählte Video- und Fotoprojekte sowie lichtplastische Installationen (in chronologischer Reihenfolge)
- Läufer und Gegenwart (Runner and Presence), 1997–98. Farb-LC-Video-Projektionen 3-Kanal asynchroner Video-Loop mit Animation, VHS-Kassette, Farbe; 3:55 Minuten Soundtrack des Künstlers komponiert durch elektronisch-verarbeitete Vokaltöne, Stereo-CD-ROM, 9:14 Minuten. 2002 digitalisiert und erneut wiedergegeben, DVD, 5.1 Sound (Katalog)
- Gott schütze Amerika! (…and God Bless America), 1999. Vier Fernseh-Monitore 4-Kanal synchronisiertes Video, S-VHS Kassetten, schwarz und weiß und Farbe, 6:45 Minuten 5-Kanal Soundtrack des Künstlers, Stereo, CD-ROM, 6:45 Minuten 2002 digitalisiert und erneut wiedergegeben, 4 DVDs, Stereo-Ton (Katalog)
- Unter Stress wiederhole ich mich / Disziplinlosigkeit (I Repeat Myself When Under Stress / Indiscipline), 1999. Plasma-Monitor. 1-Kanal Digital-Video/Animation, DVD, Farbe, 4:32 Minuten Musik von King Crimson (Soundtrack Indiscipline vom Album Discipline, 1981)
- Ein gefährlicher Ort (It's A Dangerous Place), 2000. Plasma-Monitore. 1-Kanal Digitalvideo/Animation, DVD, Farbe, 6:25 Minuten Musik von King Crimson (Soundtrack Thela Hun Ginjeet vom Album Discipline, 1981)
- Erste Liebe (First Love), 2001. Plasma-Monitore 2-Kanal synchronisierte Digitalvideo, DVD, schwarz-weiß und Farbe, 6:55 Minuten 1-Kanal Soundtrack des Künstlers, Stereo, 6:55 Minuten
- Bewegliche Zeichnungen (Moving Paintings), 1999–2003. Plasma-Monitoren/Videoprojektionen 16 asynchrone Video-Loops, digitale Animation, HDTV und DVD, Farbe. Gesamtdauer ungefähr 18 Minuten. Soundtrack des Künstlers
- Terminal, 2002. Plasma-Monitor. 1-Kanal Digitalvideo/ Animations-Loop, HDTV und DVD, Farbe, Stereo-Loop, 6:59 Minuten Music von Brian Eno & J. Peter Schwalm (Soundtrack Bloom des Albums Drawn From Life, 2002) (Katalog)
- Geständnis (Confession), 1999–2002. Videoprojektionen 4-Kanal synchronisiertes Video, Farbe, 4-Kanal Stereo-Klang. Gesamtdauer 17 Minuten/Kanal. Soundtrack des Künstlers. Musik von J.S. Bach (Katalog)
- Süße Träume (Sweet Dreams), 2002. Projektion oder Monitor. 1-Kanal Video-Loop, DVD, Farbe, ungefähr 4:30 Minuten. Soundtrack des Künstlers
- Bauernhof (Animal Farm), 2002. HDTV, Plasma-Monitore. 4-Kanal asynchroner Video-Loop, Farbe, Stereo, 11 Min. Soundtrack des Künstlers
- Einfache Mittel (Basic Means), 2002-03. Projektion Digitalfilm, Farbe, Surround-Sound, ungefähre Zeit 30 Min. Soundtrack des Künstlers
- Bewegte Malerei (Moving Drawings), 2001–2003. Fortlaufendes Projekt, 4 asynchrone Video-Loops Plasma-Monitore und DLP Video-Projektionen. Soundtrack des Künstlers Computerprogrammierte Animation, HDTV, Farbe, variable Länge
- Terminal 2 (Night at the Airport), 2003 1-Kanal Digitalvideo/Animations-Loop, HDTV und DVD, Farbe, Stereo-Loop, 7:40 Minuten Musik von Brian Eno & J. Peter Schwalm (Soundtrack Persis des Albums Drawn From Life, 2002)
- Komm zurück, Johnny! (Johnny Come Home!) (Venice Holiday), 2003 Ein-Kanal Video-Animation. HDTV, (Zufälliges Video), 14 min. Soundtrack des Künstlers.
- Terminal 3 (Terminal Dream), 2003 1-Kanal Digitalvideo/ Animations-Loop, HDTV und DVD, Farbe, Stereo-Loop, 8:10 Minuten Musik von Brian Eno & J. Peter Schwalm (Soundtrack Night traffic des Albums Drawn From Life, 2002)
- In der Luft – Terminal IV (On The Wing – Terminal IV), 2003 1-Kanal Digitalvido/Animations-Loop, HDTV, Farbe, Stereo, 12 Minuten Soundtrack von Brian Eno
- Bevor sie Die Beatles wurden (Before They Were Beatles), 2003–2004. 4-Kanal synchronisiertes Videoprojekt, ungefähr 18 Minuten Farbe, Dolby-Digital Surround-Sound Soundtrack des Künstlers. Projektionsformat für synchronisierte 4-Kanäle: D16 (2880 × 480), Seitenverhältnis 1:6.
- Vogelautomat (Mechanical Bird), 2003 1-Kanal Digitalvideo/Animations-Loop, HDTV, Farbe, Stereo, 10 Minuten Music von Robert Fripp aus dem Album Gates of Paradise
- Wir und die anderen (Us and Them), 2003. 1-Kanal Digitalfilm, HD, Farbe, Stereo, 18 Minuten. Soundtrack des Künstlers
- Im Zentrum – Terminal 5 (Terminal Heart), 2003 1-Kanal Digitalvideo/Animations-Loop, HDTV, Farbe, Stereo, 10 Minuten Musik von Brian Eno & J. Peter Schwalm aus dem Album Drawn From Life, 2002
- Queen Mary – Die Heimkehr (Queen Mary – Return Home), 2004 1-Kanal Video, B&W und Farbe, 9 Minuten. Musik von Brian Eno aus dem Album Apollo: Atmosphäre & Soundtracks
- Vor dem Fall (Closer To Fall), 2005 1-Kanal Video, Farbe, 4:10 Minuten, HD-Format, computercodierte Animation Musik von Brian Eno
- New York City Suite, 2005 4-Kanal Video, Farbe, 7:05 Minuten, HD-Format, Animations-Loops. Soundtrack des Künstlers. 2006 wurde das Projekt zur 8-Kanal Museums-Version ausgeweitet.
- Betrug (Vertigo), 2005 Zwei-Kanal, Farbe, 5:00 Minuten, HD-Format, Animation. Soundtrack des Künstlers Projekt wurde erweitert und erneut wiedergegeben als 4-Kanal Version, 30 Min
- Verlangen (Desire), (Selbstporträt) 2005 3 – Kanal Vertikalvideo, Farbe, 7:10 Minuten per Kanal, HD-Format. Musik des Künstlers
- Wiederaufbau New York City (Reconstructed cityscapes – New York City), 2004–2005 Foto-Video-Projekt, beinhaltet 16 Großformat-Fotografien, 6 Kanäle, HD-Video
- Alpha, Multikanal synchronisiertes Video 2005, 240000 faseroptische Installation, Farbe, ungefähre Gesamtdauer 30 Minuten. 4× HD-Format Videoformat (5760 × 1080 px), Animation. Musik des Künstlers
- Erwachen (Awakening), Video 2006 1 – Kanal Video, Farbe, 3:10 Minuten, DVD, HD-Format. Soundtrack des Künstlers Projekt wurde erneut wiedergegeben als 4-Kanal synchronisierte Gallerie-Projektion.
- Illusion (Video), 2006 1-Kanal Video, Farbe, 9 Minuten. DVD, HD-Format. Soundtrack des Künstlers
- Bewegliche Malereien 2006 (Moving Pictures 2006), Video, 2000–2006 16 – Kanalvide, Projekt, Farbe, 60 Min je Kanal, HD-Format. Soundtrack des Künstlers
- Lux-Flux, 2006 7 – Kanal vertikale Videoinstallation, Farbe, 10 Minuten je Kanal, Acrylplatten, Spiegel, Aluminiumstrukturen, ortsspezifische Installation HD-Format. Soundtrack des Künstlers. Veröffentlicht als Set bestehend aus 8 DVDs und BluRay-Disks mit zusätzlicher Audio-CD Kompilations-Disk. (Katalog)
- Erwachen (Awakening) (Fotografie, basierend auf dem zuvor veröffentlichten Video), 2007 (Katalog), 20 + Großformat-Fotografien, Wandkompositionen, Neon + Soundtrack des Künstlers
- Tagebuch aus Licht und Skizzen (Light Diaries and Sketches), 2006–2008 Reihe von Videolicht-Programmen, Faseroptik, Leiterplatten-Design (3D Lichtobjekte)
- Route 17 Nord (Route 17 North), 2007 Reihe von 16 Großbild-Fotografien + Installationsumgebung
- Dekonstruierte Stadt – London (Deconstructed Cities – London), 2005 Foto-Video-Projekt, beinhaltet 10 Großform-Fotografien, 8 Kanäle HD-Video und faseroptische Installations-Lichtskulpturen
- Dekonstruktion meiner Tagebücher (Deconstructing my Diaries), 2006 Reihe von faseroptik-Lichtskulpturen, Stahlschweiß, Aluminium, Leiterplatten, Videoquellen
- Nebel und Galaxien (Nebulas And Galaxies), 2006–2008 Reihe von programmierten Leuchtkästen mit LED und faseroptischen Lichtquellen, Videolicht-Animationen, faseroptik, Leiterplatten-Design. Set bestehend aus 6 Lichtplatten.
- Visor’d, 2008 (nach dem Roman Walt Whitmans) Reihe von Video-Leuchtkästen, Animationen in Faseroptik, Leiterplatten-Design, Multikanal-Videoprojektionen, LED, Skulpturinstallation. Anfängliches Projekt mit 16-Kanal-asynchronem Video
- Wasser und Erde (Water and Earth), 2009 Reihe von Multikanal-Videoinstallationen, entwickelt für 144 synchronisierte LCD-Monitore, KIMPO Flughafen Seoul, Korea-Auftrag. (Nicht im optischen Medienformat veröffentlicht, nur Videoserver-App)
- Im siebten Himmel – Schall und Wahn (Seventh Heaven – The Sound and The Fury) 2009 HD-Format (nach dem Roman William Faulkners) Multikanal-Videoprojektionen, LED, Skulpturinstallation. Projekt wurde als Theaterversion (Einzelkanal) und Gallerieversion (synchronisierter nahtloser 4-Kanal Videostream) veröffentlicht. Verfügbar als DVD, HD-Disk und BluRay-Versionen (PAL/NTSC, Monitor und Projektionsversionen)
- Sunset Blues 2009 Video, HD-Format 59:59 (nichtwiederholbare rahmenbasierte Animation) Einzelkanal-Video, Musik aus der John Cage Kollektion. Verfügbar als DVD, HD-Disk und BluRay-Versionen (PAL/NTSC, Monitor und Projektionsversionen)
- Paradies Nord-Süd (Paradise North-South) 2009 Video, HD-Format 20:00 (nichtwiederholbare rahmenbasierte Animation) Doppelkanal-Video, Basis-Loop 20 Min. Verfügbar als DVD, HD-Disk und BluRay-Versionen (PAL/NTSC, Monitor und Projektionsversionen)
- Kalter Wald – Rock Gardens (Cold Forest – Rock Gardens) 2010 Video, HD-Format 10:00 Min pro Kanal Multimedia-Installation Das Projekt beinhaltet die Zusammenstellung zwölf hochglanzpolierter platinüberzogener Stahlskulpturen mit zwölf passenden vertikalen projizierten Videokompositionen, vollfarbigen Licht-emittierenden Lichtanimations-Panels und faseroptischen Lichtinstallationen, Wandvideo-Projektionen, ortsspezifischen Lichtinstallation, Wandkompositionen von Neon- und Titanzeichnungen, Tierpräparationen, interaktivem Vogelkäfig 12-Kanal-Klanginstallation. Zusätzliche Elemente beinhalten: Lichtcontroller, elektrische Leiterplatten, Transformatoren, DMX-programmiertes-Multikanal-LED-Licht-Spektrum.
- O-mikuji (御御籤, 御神籤) (Video), 2011 Einzelkanal-Video, Farbe, 12 Minuten, DVD, HD-Format. Soundtrack des Künstlers. Galerie-Ausstellungsprojekt beinhaltet Wandkompositionen rostfreier Stahl-platinbeschichteten Mandalas und ein Lichtprogramm.
- Nihon Teien (日本庭園, Japanese gardens) (Video), 2012 Single – Kanalvideo, Farbe, 14 Minuten, DVD, HD-Format. Soundtrack des Künstlers. Videoprojektion und bildhauerische Bodenkomposition; Edelstahl, geschweißtes Aluminium, ortsspezifisches Lichtprogramm.
- Rostfreier Stahl (Stainless Steal). 2013 Licht- und Skulpturinstallation, Projekt enthält Kompositionen von Aluminiumskulpturen; zwei Wandkompositionen mit multiplen Neon-Kunstwerken der gleichen Farbpalette; vollfarbige lichtemittierende Diodenpanele; Wand-Videoprojektionen; ortsspezifische Lichtinstallation und Großformat-Neonwandkompositionen an ortsspezifischen Glassteinwand. Programmierte Lichtinstallation.
- Warten auf Godot – Warten auf Gott (Waiting For Godot – Waiting For God). 2014 Voller Spielfilm und Fotografieprojekt. Theaterveröffentlichung September 2015, Projekt wurde neu wiedergegeben als 4-Kanal synchronisierte Videoinstallation für eine Museumsausstellung. Soundtrack des Künstlers. Musik von Henry Purcell und Giovanni Battista Pergolesi.
- Warum Wölfe den Mond anheulen (Why Do Wolves Howl At The Moon – Pourquoi les loups hurlent-ils à la pleine lune?) 2015 Multimedia-Installation, Video-, Licht- und Multikanal-Klanginstallation; puderbeschichtete Laserschnitt-rostfrei-Stahlkomposition, gefundene historische Objekte, Putz, Stoff, industrielle Autofarbe, dokumentarische historische und aufgeführte Fotografiereihen. Ortsspezifische Installation.
- Renaissance. 2015. Reihe von fotografischen-, litografischen- und Siebdruck-Drucken auf Papier und Metall. Projekt beinhaltet gebeizte Glasstahl-Skulpturen und Duratran Transparenzdrachen.
- Hundert Jahre Einsamkeit (One Hundred Years of Solitude – Cien años de soledad) nach dem Roman Gabriel García Márquez‘ (in Produktion) 2015–2016. Voller Kunst-Spielfilm präsentiert als eine Reihe von zwölf Kurzfilmen.

### Bibliografie
- Decter, Joshua. Tim White-Sobieski: PRESENCE. Alexandre de Folin Gallery, New York, 1998
- Henry, Gerrit. Tim White-Sobieski: GOD BLESS AMERICA. Alexandre de Folin Gallery, New York, Published by SAVVA Inc., 1999
- Bernbach, Sarah. 2000 Años Luz. Catálogo Galeria Leyendecker, Spain. Instituto Oscar Domingez Art Contemporaneo. Espacio Cultural El Tanque, Centro de Arte La Recova, Santa Cruz de Tenerife, Spain, 2000.
- Breidenbach, Tom und Henry, Max. Tim White-Sobieski: CONFESSION. Alexandre de Folin Gallery, New York, Published by SAVVA Inc., 2001. ISBN 0-9662641-1-8
- White-Sobieski, Tim: TERMINAL. Museo de Bellas Artes Santander; Santander, 2003
- White-Sobieski, Tim: TERMINAL. Galeria Pilar Parra, Madrid, 2003. ISBN 0-9676171-4-6
- Ambur, Ole Herman; Jack Helgesen; Emilie Magnus; Ulf Rokkan. FOR ALLE. Vestfossen Kunstlaboratorium, Vestfossen, Norway, 2003.
- Alfonso, Albano, Miguel Fernández-Cid und Heinrich Böll. Traces of Light. Centro Galego de Arte Contemporánea, Santiago de Compostela, 2003. ISBN 978-84-453-3615-1
- Barragan, Paco, Mari Bartomeu, Miguel Angel Garcia-Juez. The Art to Come. Actar/Subastas Siglo XXI. 2003. ISBN 84-607-4059-5
- Castro, Fernando, Nuria Fernandes, Fernando Martin Galan. FRAGILES. Espacio Liquido Gallery, Gijón, Asturias, Spain. 2003
- Hazout-Dreyfus, Laurence. Digital Video Art – Kinematics: New Languages exhibition catalogue. AFAA, Ministère des Affaires étrangères, Paris. 2003. ISBN 2-86545-206-9
- PHE03: PhotoEspaña2003, VI Festival de Fotografía, Madrid, 2003. ISBN 978-84-95471-66-6
- Barragán, Paco, Julián Zugazagoitia, Javier Panera, Coco Fusco and Roselee Goldberg El Museo del Barrio, New York; Salamanca, 2004. ISBN 84-933918-3-2
- Barragán, Paco. Arquitecturas Urbanas: Fondos de la Colección Paco Barragán de fotografía contemporánea (2000–2003) Centro Municipal de las Artes de Alcorcón, Madrid; Centro Nacional de Fotografía Torrelavega, Santander, Spain, 2004
- Cargioli, Simonetta und Sandra Lischi. Invideo 2004: stati liquidi: video d'arte e cinema oltre [mostra internazionale di video d'arte e cinema oltre, XIV edizione] International Exhibition of Video Art and Cinema Beyond Lingua. AIACE, Milan. 2004. ISBN 88-88995-04-8
- Vust, Michel, Alessia Fondrini, Carine Bernasconi. 57. festival internazionale del film Locarno. Official Catalogue. Festival International du Film Locarno, Locarno. 2004
- White-Sobieski, Tim, Panera Cuevas, Francisco Javier und Alison Nordström. TIM WHITE: VIDEO AND PHOTOGRAPHY. Fundación Salamanca Ciudad de Cultura, Salamanca, 2004. ISBN 84-933182-6-4
- Barro, David. Sky Shout: a pintura despois da pintura. Auditorio de Galicia, Santiago de Compostela, 2005. ISBN 84-88484-45-3
- Jung, Katharina Klara und Anja & Andreas Greulich. REWIND <<. Nassauischer Kunstverein Wiesbaden, Germany. 2005. ISBN 978-3-9810187-2-1
- Panera, Javier, Paco Barragán und Omar Pascual. Barrocos y Neobarrocos: el Infierno de lo Bello. Fundacion Salamanca Ciudad de Cultura, Salamanca, 2005. ISBN 84-934558-6-5
- White-Sobieski, Tim. AWAKENING. Salamir Creación y Arte, Madrid, 2006.
- Lehmann, Ulrike und Isabel Wünsche. Floating Forms. Kerber Verlag Berlin, 2006. ISBN 3-938025-76-X
- Gerschel, Stephane und Marc Jacobs. Louis Vuitton: ICONS. Assouline, New York, 2007. ISBN 978-2-84323-903-8
- White-Sobieski, Tim. Tim White-Sobieski. Phoenix Kulturstiftung/Sammlung, Hamburg. 2007.
- Schultz, Sarah. Happening. Birkhäuser Architecture, 2007. ISBN 3-7643-7976-6
- Brummer, Sabine und John Pultz. Tim White-Sobieski: AWAKENING. Michael Schultz GmbH & Co.KG, Berlin, 2007.
- Zybok, Oliver, Harald Falckenberg, Peter Gerlach, and Martje Schulz, IDYLL: ILLUSION and DELUSION. Hatje Cantz, Berlin, 2007. ISBN 978-84-96603-30-1
- Barragán, Paco, Michele Robecchi und Amanda Coulson. The Art Fair Age. Charta. 2008. ISBN 978-88-8158-682-0
- Bonet, Juan Manuel und Alfonso de la Torre. EN TORNO A LO TRANSPARENTE. Galería Miguel Marcos, Madrid, 2008. ISBN 978-84-95457-77-6
- Crawford, Holly. Artistic Bedfellows: Histories, Theories and Conversations in Collaborative Art Practices, 2008.
- Gasparina, Jill, Glenn O’Brien, Taro Igarashi, Ian Luna, Valerie Steele. Louis Vuitton: Art, Fashion and Architecture. Rizzoli, 2009. ISBN 0-8478-3338-0
- Cuevas, F. Javier Panera, Michele Robecchi, Selene Wendt, Paco Barragàn. When a Painting Moves… Something Must Be Rotten! Charta/The Stenersen Museum, Oslo, 2011. ISBN 978-88-8158-816-9
- Buskirk, Martha. Creative Enterprise: Contemporary Art between Museum and Marketplace. Bloomsbury Academic. 2012. ISBN 1-4411-8820-7